# Livonia (Michigan)
Livonia is een stad in de Amerikaanse staat Michigan en telt 100.545 inwoners. Het is hiermee de 237e stad in de Verenigde Staten (2000). De oppervlakte bedraagt 92,4 km², waarmee het de 178e stad is.

## Demografie
Van de bevolking is 16,9 % ouder dan 65 jaar en bestaat voor 22,9 % uit eenpersoonshuishoudens. De werkloosheid bedraagt 1,3 % (cijfers volkstelling 2000).
Ongeveer 1,7 % van de bevolking van Livonia bestaat uit hispanics en latino's, 0,9 % is van Afrikaanse oorsprong en 1,9 % van Aziatische oorsprong.
Het aantal inwoners daalde van 100.864 in 1990 naar 100.545 in 2000.

## Klimaat
In januari is de gemiddelde temperatuur -5,1 °C, in juli is dat 22,7 °C. Jaarlijks valt er gemiddeld 830,8 mm neerslag (gegevens op basis van de meetperiode 1961-1990).

## Geboren
- Sheila Taormina (18 maart 1969), zwemster
- Mike Modano (7 juni 1970), ijshockeyer
- Adam Bedell (1991), voetballer